# Karzeł Feniksa
Karzeł Feniksa (ESO 245-G007, PGC 6830) – karłowata galaktyka nieregularna w gwiazdozbiorze Feniksa. Odkryta w 1975 roku (odkrycie opublikowano w lutym 1976) przez Hansa-Emila Schustera i Richarda Martina Westa z ESO, początkowo została uznana za gromadę kulistą oddaloną o około 100 kpc. Prawdziwą naturę obiektu odkryli R. Canterna i P.J. Flower na podstawie obserwacji wykonanych w sierpniu 1976 roku w Międzyamerykańskim Obserwatorium Cerro Tololo w Chile.
Karzeł Feniksa jest członkiem Grupy Lokalnej. Z analizy widma wynika, że porusza się z prędkością -13 km/s względem Układu Słonecznego (zbliża się). Odległość od Ziemi, oszacowana na podstawie obserwacji gwiazdy zmiennej typu Miry odkrytej w galaktyce, wynosi około 1,36 mln lat świetlnych.